# Tepa rugulosa
Tepa rugulosa är en insektsart som först beskrevs av Thomas Say 1832.  Tepa rugulosa ingår i släktet Tepa och familjen bärfisar. Inga underarter finns listade i Catalogue of Life.